# Баррі Дуглас
Ба́ррі Ду́глас (англ. Barry Douglas; нар. 23 квітня 1960, Белфаст) — британський (північноірландський) піаніст.

## Біографія
Вчився грі на фортепіано, віолончелі, кларнеті і органі в Белфастській школі музики, потім у Лондоні в Королівському музичному коледжі у Джона Барстау і приватно — у  Марії Курчо, учениці Артура Шнабеля; вдосконалював майстерність в Парижі у Євгена Малініна. Дуглас 
дебютував з сольним концертом у Лондоні в 1981 році, а через деякий час — в Карнегі-холлі в Нью-Йорку. В 1985 Дуглас посів третє місце на конкурсі Вана Клайберна в Техасі, а рік потому здобув світову популярність, перемігши на восьмому Конкурсі імені Чайковського в Москві. З цього часу Дуглас веде активну концертну та викладацьку діяльність, робить записи, виступає як диригент. В 1998 г. заснував оркестр «Камерата Ірландія», є його керівником.
Художній керівник Міжнародного фортепіанного фестивалю в Манчестері і Клендбойського фестивалю.
В 1988 Дуглас знявся у фільмі «Мадам Сузацка» в одній з ролей другого плану. Самому піаністу присвячено документальний фільм Бі-Бі-Сі «Белфастська рапсодія».

### Сім'я
Одружений, має трьох дітей.

## Творчість
Основа репертуару Дугласа — масштабні роботи Ліста, Брамса, Чайковського, Рахманінова, Прокоф'єва. Його виконання відрізняється глибиною думки, динамізмом та хорошим почуттям форми. Серед його записів — «Картинки з виставки» Мусоргського, п'ять фортепіианних концертів Бетховена, концерт «Воскресіння» Кшиштофа Пендерецького, прем'єру другої редакції якого він здійснив.

### Участь у конкурсах
- VII Міжнародний конкурс імені Петра Чайковського (1982; перший тур)
- 5-я премія Міжнародного конкурсу піаністів імені А. Рубінштейна (1983)
- 3-я премія Міжнародного конкурсу імені В.Клайберна (1985)
- 1-я премія конкурсу ім. Паломи О'Ші (Сантандер, Іспанія)
- 1-я премія VIII Міжнародного конкурсу імені Петра Чайковського (1986)

## Нагороди
- Офіцер ордена Британської імперії (2002)
- почесний доктор Королівського університету Белфаста
- почесний професор Лондонського Королівського музичного коледжу
- почесний доктор музики Національного університету Ірландії (Мейнус), Університету Вайомінгу (США).